# تمرد مدريد العسكري 1936
تمرد مدريد العسكري يوليو 1936 هو جزء من انقلاب يوليو 1936 ضد حكومة الجمهورية الإسبانية التي أشعلت الحرب الأهلية. لم يكتب النجاح لهذا التمرد في مدريد، مما أدى إلى فشل الانتفاضة العسكرية في جميع أنحاء وسط إسبانيا. كان الاستيلاء على ثكنات مونتانا الذي نفذته قوات النظام المخلصة للحكومة الجمهورية والميليشيات العمالية في 20 يوليو حاسما لفشل الانتفاضة في مدريد.

## البداية: المؤامرة العسكرية
بعد فوز الجبهة الشعبية في انتخابات فبراير 1936 بدأ العسكر مؤامرتهم (ومعهم مدنيون). وقد تلك المؤامرة الجنرال مولا من بامبلونا مع مراعاة أن جميع التمردات تكون تحت إدارة واحدة، سواءا في محمية المغرب أو في جزر الكناري أو في العاصمة مدريد.
في بداية يوليو كان من المعروف للحكومة أن هناك عملية تمرد، ولكن لم يعرف موعدها بدقة، ولكن بعد مقتل خوسيه كالفو سوتيلو أضحى واضحا أن الأمر لن يستغرق وقتًا طويلاً. تم تحديد الموعد الأصلي في 18 يوليو. ولكن التمرد بدأ قبل موعده في مليلية (ومعها كل المغرب الإسباني) قبل الغسق في 17 يوليو. وبذا انتشرت الانتفاضة عبر إسبانيا في اليوم التالي.

## المؤامرة في مدريد
تعد مدريد مركز ثقل للقوات العسكرية. وتتكون المنظمة العسكرية الإقليمية فيها من مقر الفرقة المركزية الأولى وأحد عشر فوجا وأربع كتائب مستقلة، وفصيلتي مدفعية اختصاص، وقوات الجيش والفرقة والعتاد، ومستودع ريمونتا وبعض المدارس العسكرية وقيادة الجيوش. في المناطق المحيطة كانت المطارات العسكرية لخيتافي وكواترو فينتوس مع ثمانية أسراب عملياتية، إلى جانب باراخاس حديثة النشأة ذات الاستخدام المدني. في الأيام الأولى من الانتفاضة انتقلت العديد من سرايا الاقتحام من قشتالة إلى مدريد. بقيادة العقيد بيدرو سانشيز بلازا الموالي للجمهوريّة. وقائد الحرس المدني هو الجنرال سيباستيان بوزاس بيريا ومساعده الجنرال خوسيه سانخوريخو رودريغيز، وكليهما من الموالين للجمهورية. وفي المجموع هناك خمس وعشرون سرية اقتحام في مدريد، وأربعة عشر من الحرس المدني، وخمس من حرس الحدود وثلاثة سرايا أمنية. ويعد سيباستيان بوزاس الحلقة التي ساهمت بإحباط التمرد في مدريد، وحث جميع قادة الحرس المدني على الولاء للحكومة، وأمر بالقبض الفوري على أي رجل عسكري تخلى عن ولائه.
كان حليف مولا الرئيسي في مدريد هو المفوض سانتياغو مارتين باغوناس قائد شرطة مدريد. وقد صمم مولا خطة لمدريد بثلاثة جنرالات موثوقين: الجنرال فنخول وغارسيا ديلا هران وفياغاس، وأعطيت لكل واحد منهم مهمة محددة في يوم 19 يوليو. المشكلة أنهم كانوا بالاحتياط، وبالتالي منفصلين عن سلسلة القيادة. وعندما وصلت الأنباء بانتفاضة مليلية إلى مدريد بعد ظهر يوم 18، بدا في الحكومة نشاطًا محمومًا: حتى أصبح معروفا أن زعيم التمرد هو الجنرال فرانكو.
بعد فشل محاولة رئيس الوزراء دييغو مارتينيز باريو في يوم الأحد 19 يوليو التفاوض مع الجنرال مولا لمصالحة الحكومة مع الجيش المتمرد، أعطيت الأوامر لربع قوات الفرقة المركزية الأولى في مدريد أن تكون تحت قيادة الجنرال مياخا، (عينه مارتينيز باريو). فأصدر مولا تعليماته إلى الجنرالات الثلاثة في مدريد، هي المماطلة مع الحكومة حتى وصول القوات من الشمال، وعند أي محاولة للقبض عليهم فعليهم تحريك القوات من الثكنات إلى سييرا مدريد. وقد استقال مارتينيز باريو يوم 20، تحت ضغط مجموعات مختلفة. ويقود الفرقة الأولى الجنرال لويس كاستيلو بانتوجا الذي كان في طريقه من بطليوس إلى مدريد منذ يوم 18 يوليو. تولى رئاسة الحكومة خوسيه غيرال الذي تبنى قرار تسليح أهالي مدريد، مما يعني إخراج الأسلحة فورا من الثكنات. وفي اجتماع ليلي يوم 19، قرر أن يكون رئيس الفرقة الأولى هو الجنرال سيليستينو غارسيا أنتونيز، ولكن في اليوم التالي وقع الاختيار على الجنرال ريكيلمي.
في يوم 19 لم يُعرف الكثير ماهي الحاميات المتمردة سوى المغرب وبامبلونا وسرقسطة. كان وضع المؤامرة في مدريد فوضويًا بالكامل: بدا أن لا أحد يعرف مالمطلوب منه، وفشل مولا في تنسيق أعمال المتآمرين. ولم يكن معروفا موقف الضباط المحيطين بخواكين فانخول أو حتى موقف  قائد لواء المشاة الأول (الجنرال مياخا) مع المتمردين. وأيضا لم يعرف حتى اللحظة الأخيرة من سيقود تمرد مدريد، هل سيكون الناشط السياسي فانخول أو غارسيا ديلا هران الجنرال المسؤول عن فوج كارابانتشيل. بالإضافة إلى ذلك فإن العقيد غالارزا الفني ومنسق الخطة وعصب مؤامرة مدريد قد تم اعتقاله.
وفقًا لخطط مولا الأولية، كان على الجنرال فانخول أن يتولى قيادة الفرقة الأولى، وغارسيا ديلا هران فوج كارابانتشيل للدعم. وجه الجنرال فياغاس لقيادة الاتحاد العسكري الإسباني وكان مسؤولاً عن قيادة التمرد في مدريد، لكنه كان تحت مراقبة الشرطة. لم يفعل أي من الجنرالات الثلاث إستراتيجية محددة لليوم 19. وبسبب الأحداث خطط الجنرال فانخول للسفر إلى برغش، لكن زيارة قام بها القائد كاستيلو إلى منزله جعله يغير رأيه وذهب إلى ثكنة مونتانا ظهر يوم ال 19 يوليو، مرتديًا مدنيًا برفقة ابنه. خلال تلك الفترة كان يتواصل مع فوج كارابانشيل. ولكن انقطع بعدها الاتصال عندما تدخلت الحكومة. بالإضافة إلى أنه لا يمكن استخدام مدفعية عيار 7.5 ملم بسبب عمليات الصيانة التي تجري لها منذ أيام.
وفي الوقت نفسه قررت الحكومة الجمهورية أخيرًا توزيع البنادق، التي سلمتها وزارة الحرب إلى مقري CNT وUGT حيث استقبلتها الجماهير بفارغ الصبر. ومجموع البنادق التي وزعت هي 65,000 بندقية موجودة في مخازن المدفعية، ولكن لم يكن معها أقفالها التي تم تخزينها في ثكنات الجبل، وهو إجراء احترازي اتخذه وزير الحرب من سيدا دييغو هيدالغو في 1934 لمنع هجوم على الأسلحة من التسبب في استخدامه الفوري المحتمل. فقام اللفتنانت رودريغو جيل رئيس مخازن المدفعية بتوزيع 5000 بنادق جاهزة قبل توقيع كاساريس كيروغا على أمر عسكري طالب بالعقيد سيرا رئيس ثكنة مونتانا تسليم الأقفال. وكان أوائل الذين حصلوا على هذه الأسلحة هم الاتحاد الوطني للعمل (CNT). في هذه اللحظة نشأت مشكلة خطيرة: تم تسليم 65,000 بندقية، ولكن 5000 معها أقفالها. أما أقفال الـ 60,000 المتبقية فموجودة في ثكنة مونتانا. كان وزير الحرب قد أمر بالفعل العقيد سيرا آمر الثكنات بتسليمهم بناء على طلب رسمي. ولكنه رفض رفضاً قاطعاً وقطعت مديرية الأمن العام الاتصالات من الثكنات. وبدأت الأمور تنحى نحو التمرد العسكري في مدريد.

## ثكنة مونتانا

### حصار الثكنة
ظهر فانخول بعد ظهر يوم 19 يوليو 1936 في ثكنات مونتانا في مدريد مرتديا زي مدني ومعه نجله خوان مانويل. كان هذا مبنى كبير مع مخطط غير منتظم يقع إلى الغرب من مدريد، والذي سيطر على وادي نهر مانزاناريس، وكان تحت قيادة العقيد فرانسيسكو سيرا. طوال اليوم اجتمع ضباط من ثكنات أخرى وعدد غير قليل من الفلانخيين والملكيين. فبدأ الجنرال فانخول قراءة بيانه العسكري وأعلن حالة التمرد وثورة الثكنات. وقد تعاون معه العقيد سيرا بارتولومي رئيس الفوج المتمركز هناك. ثم حاول المتمردون الانتشار في شوارع العاصمة، ولكن بحلول ذلك الوقت كان حشد ضخم قد تجمع بالفعل أمام أبواب الثكنات. ومن بينها حشود نظمتها UGT و CNT وأحزاب سياسية أخرى، كان معظمهم مسلحين بالبنادق الـ 5,000 التي وزعت عليهم وأسلحة خاصة لأعضاء النقابات. ومن ناحية أخرى، كان هناك العديد من جنود حرس الاقتحام والحرس المدني: مامجموعه حوالي 8,000 تجمعوا حول الثكنات.
منعت كثافة الحشود المتمردين من مغادرة مكانهم، لذلك لجأوا إلى استخدام الرشاشات. فابتعدت الحشود ولكن لم يتغير شيء حتى الصباح. وفي تلك الليلة سيطرت الأحزاب العمالية سيطرة تامة على العاصمة، وعزز الجمهوريون الموالون موقفهم في الوزارات، خاصة في وزارة الحرب. وطوّق الحرس المدني والاقتحام ثكنة مونتانا، تلتها الكتيبة الاشتراكية وخلفها جماعات مسلحة جديدة من أهالي مدريد. شيئًا فشيئًا ازدادت سخونة المكان، فتعرضت الثكنات بالقصف جوا وبرًا. واطلقت المدافع التي وصلت بالتو قذائفها على جدران الثكنات (تم جرها بواسطة شاحنة بيرة) وبعد ذلك انطلق الطيران من خيتافي، الذي ظل مخلصًا للحكومة تحت تصرف إغناثيو إدالغو دي ثيسنيروس. وفي الداخل على الرغم من الثقة ومع وجود 2,000 جندي و500 من الفلانخي والملكيين، لم يكن لدى فانخول أي وسيلة للتواصل مع الحاميات الأخرى في العاصمة. في ذلك الوقت كانت الحاميات تتواصل مع بعضها البعض من خلال الإشارات مصنوعة فوق الأسطح. على الرغم من كل هذا تمكن فانخول من مناشدة الجنرال غارسيا ديلا هران (الذي كان في كارابانتشيل) بإرسال تعزيزات له.
الحقيقة إن الجنرال فانخول أخطأ خطأ فادحًا بحجز نفسه داخل الثكنات، ومنتظرًا المساعدة من سييرا مدريد، لكنه ذهب إلى حتفه. في الساعة 10:30 صباحاً تسبب سقوط قنبلة في الفناء بوقوع الجرحى ومن ضمنهم فانخول وسيرا، ولكن قبل كل شيء، فمعنويات المحاصرين انهارت بقوة مع تدهور الوضع، حيث المدفعية كانت فعالة. بعد بضع دقائق ظهر علم أبيض في إحدى النوافذ وسار الحشد نحو المبنى ليستقبل المحاصرين المستسلمين. ولكن قوبلت بنيران المدافع الرشاشة، وهي حقيقة تكررت مرتين، مما سببت بهيجان المهاجمين. كانت مسألة العلم بسبب الارتباك داخل المحاصرين وليس قرار متعمد.

### الاقتحام
قبل الظهر ببضع دقائق دخل الحرس المدني بصحبة الأهالي الثكنات. فقد انهار الباب الكبير للثكنة بسبب الضربات المتكررة. وفي تلك اللحظة دخلت الحشود الفناء بقوة، حيث كان الأمر ولبضع دقائق هستيريا واضحة ومذبحة كبيرة. وفي تلك اللحظات ظهر أحد رجال الميليشيات في أحد النوافذ الخارجية وبدأ في إطلاق النار على الحشد الهائج الذي كان لا يزال في الخارج. ما حدث بعد ذلك يفوق الوصف: مات عدة مئات من المدافعين، ومنهم العقيد سيرا. نجا حوالي 12 ضابطًا من الإعدام الفوري، وأخذ 14 آخرين سجينًا وتم إرسالهم إلى السجن النموذجي. وقد أُخرج الجنرال فانخول من هناك بصعوبة لتتم محاكمته على التمرد العسكري.

## باقي الثكنات المتمردة
لم تخرج بقية ثكنات مدريد قواتها إلى الشارع. وإن كانت هناك محاولات للتمرد عند بعض الحاميات، لكن معظمها انتهى بالفشل. سحق الجيش الجمهوري محاولة انتفاضة في قاعدة خيتافي الجوية. وفي فوج المدفعية خيتافي كانت هناك أيضا بعض المحاولات التي أمكن السيطرة عليها. حاول الجنرال غارسيا ديلا هران التمرد في ثكنات كارابانشيل ولكنه قتل على أيدي جنوده، فاستعادت الحكومة الثكنة. وفي فوج الدبابات حاول بعض الضباط الانتفاضة، ولكن قائدها تمكن من السيطرة على تلك الأقلية، واحتل المقر الحرس المدني والجنود والميليشيات.
كان الاستثناء الوحيد هو فوج الإرسال في إل باردو. الذي بناء على تعليمات الجنرال مولا انطلق في شاحنات واتجه إلى ممر نافاسيرادا، وهناك أقنع قوة من حرس الاقتحام موالية، كانت متجهة نحو لاجرانجا لقطع تقدم طابور من بلد الوليد. تمكن فوج الإرسال من الوصول إلى منطقة المتمردين.
في 20 يوليو في ألكالا دي إيناريس، ثار جزء من الضباط وقتلوا قائدهم وأصيب مساعد له. فأعلنوا حالة الحرب واحتلوا المراكز الإدارية الرئيسية. ومع ذلك لم يتخذ المتمردون أي إجراء محدد أو نظموا الدفاع عن البلدة. وبدأ طيران الموالي بالقصف، مما أدى إلى انهيار المتمردين. من جانبه تمكن طابور قوي من مدريد من إنهاء المقاومة ظهرًا في 21 يوليو، حيث أخذ بعض الضباط أسرى عنده. إلا أن الطابور فشل في منع حدوث الاضطرابات بين الأهالي، فقاموا بحرق الكنائس.

## النتائج
كان سقوط ثكنات الجبل رمزًا لانتصار الحكومة والجماهير العاملة ضد التمرد العسكري. خلافا للاعتقاد الشائع لم يستولي رجال الميليشيات على كميات ضخمة من الأسلحة والذخائر، على الرغم من أن الذخائر الثمينة واحتياطيات الأسلحة الموجودة في الثكنات كان يمكن أن يقدمها حرس الاقتحام إلى وزارة الحرب. كان النصر الجمهوري في سحق الانتفاضة العسكرية في مدريد حاسماً من أجل إعادة تنظيم قوات العاصمة ونقلها إلى الجبال، حيث أوقفت قوات مولا وسحق حامية غوادالاخارا وطليطلة اللتان ثارتا أيضا.

## ملاحظة
1. ↑  في اللحظات الأولى من الحرب، لم يكن لدى قوات المتمردين علم خاص بهم. ولكن في 29 أغسطس 1936، صدر مرسوم عن مجلس الدفاع الوطني (الهيئة التي كانت تحتفظ بمقر الدولة في المنطقة المتمردة) العلم ثنائي الألوان الأحمر الأصفر.